# Enid (krater)
För andra betydelser, se Enid.
Enid är en nedslagskrater med en diameter på 9 kilometer, på planeten Venus. Enid har fått sitt namn efter det keltiska förnamnet Erin.